# Charles Bally
Pour les articles homonymes, voir Bally.
Charles Bally (prononcer : [bali]), né le 4 février 1865 à Genève et décédé le 10 avril 1947, est un linguiste suisse.

## Biographie
Fils d'instituteur (Jean Gabriel), il étudie les lettres classiques à Genève de 1883 à 1885, puis effectue un séjour à Berlin, qui s'achève avec une thèse de doctorat (1886-1889).
Les quatre années suivantes, il est nommé précepteur de la famille royale de Grèce.
Rentré à Genève, il enseigne, en 1893, à l'École de commerce, puis au Collège, de 1900 à 1913, tout en étant privat-docent à l'université, de 1893 à 1913. De 1913 à 1939, il occupe la chaire de linguistique générale et comparaison des langues indo-européennes, prenant la relève de son maître Ferdinand de Saussure, dont il dirige la publication, avec Albert Sechehaye et en 1916, du Cours de linguistique générale, se fondant sur les notes de cours de six cahiers d'élèves. En 1937, à Paris, il est nommé docteur honoris causa de la Sorbonne.
Outre ses travaux sur la subjectivité dans la langue française, Bally a pris position sur la crise du français et sur l'enseignement des langues. Longtemps collègue et collaborateur de Ferdinand de Saussure, il est resté étroitement associé à la naissance et à la genèse du structuralisme. Bally est le fondateur francophone d'une école de la stylistique, qu'il considère comme une branche de la linguistique — branche qui reste encore méconnue, et dont les fondements théoriques renvoient implicitement à tout l'arrière-plan d'une anthropologie linguistique qui s'est développée durant la seconde moitié du XIXe siècle. Le germaniste français, romaniste, linguiste et traductologue Alfred Malblanc se réfère ainsi à sa théorie de la stylistique au cours de son ouvrage  Stylistique comparée du français et de l'allemand. Essai de représentation linguistique comparée et étude de traduction.
Bally a théorisé une stylistique du discours, par opposition à une stylistique herméneutique :

« La stylistique étudie […] les faits d’expression du langage organisé au point de vue de leur contenu affectif, c'est-à-dire l’expression des faits de la sensibilité par le langage et l’action des faits de langage sur la sensibilité. »

— Le Langage et la Vie
Bally écrira et publiera nombreux travaux sur la stylistique, du début de sa carrière jusqu'en 1929, date de sa dernière conférence relative à la stylistique. Par la suite et jusqu'à sa mort — en 1947 — il s'est consacré, de façon plus large, à un tout un ensemble de questions sur la linguistique.

## Œuvres
- Précis de stylistique  (1905)
- Traité de stylistique française (1909),
  - II, 3e édition, Heidelberg et Paris, 1951.
- "Le style indirect libre en français moderne I & II", Germanisch-Romanische Monatsschrift, 1912.
- Le Langage et la Vie (1913), Zurich, 1935 ; troisième édition : 1977.
- « La pensée et la langue », dans Bulletin de la Société linguistique de Paris, 22-23 (1922)
- La Crise du français, notre langue maternelle à l'école (1930) (réédition par Jean-Paul Bronckart, Jean-Louis Chiss, Christian Puech : 2004)
- Linguistique générale et linguistique française, Paris, 1932.
- L’Arbitraire du signe. Valeur et signification (1940).
- Manuel d'accentuation grecque, 1945.